# Alexandru Buziuc
Alexandru Buziuc (n. 15 martie 1994, Suceava, România) este un fotbalist român, care joacă pe post de atacant la CSA Steaua București în Liga a II-a. Pe plan internațional, are prezențe la națională pentru România Sub-21.
Și-a făcut debutul în liga 1 pe 4 mai 2013 la FC Vaslui într-un meci cu U Cluj, câștigat atunci de echipa din Vaslui cu 2-0.

## Legături externe
- https://www.transfermarkt.ro/alexandru-buziuc/profil/spieler/269786 Arhivat în 24 octombrie 2020, la Wayback Machine.